# Marc Lalonde
Marc Lalonde (pronunciación en francés: /maʁk lalɔ̃d/: [maʁk lalɔ̃d]; 26 de julio de 1929-6 de mayo de 2023) fue un político canadiense.

## Vida y carrera
Lalonde nació en Île Perrot, Quebec, y obtuvo una Maestría de grado en Leyes en la Université de Montréal, el grado de un maestría en la Universidad de Oxford, y un Diploma de Estudios Superiores en droit (D.E.S.D) de la Universidad de Ottawa.
En 1959, trabajó en Ottawa como tutor especial del ministro de Justicia Conservador Progresivo Davie Fulton. Fue a Montreal para ejercer el derecho hasta que en 1967 regresó a Ottawa para trabajar como tutor en la oficina del Primer ministro bajo la tutela del Primer ministro Liberal Lester B. Pearson. Lalonde mantuvo su cargo cuando Pierre Trudeau ascendió a Primer ministro de Canadá en 1968, sirviendo como Secretario General.
Con Trudeau al poder, el aspiró a una banca la Cámara de los Comunes de Canadá en la 1972 elección. Elegido como miembro del Parlamento Liberal (MP) para el manejo de Outremont, Lalonde inmediatamente se unió al Gabinete como el ministro de Bienestar y Salud Nacional, un cargo que ocupó hasta que 1977. Fue ministro de Deporte Amateur hasta 1976 y fue también el ministro responsable para el Estado de Mujeres desde 1974 hasta 1979.
Un staunch federalist, fue también uno de los jefes tutores de Trudeau en la situación en Quebec, tomando la posición de ministro Estatal en relaciones federales y provinciales a raíz de la victoria del Parti Québécois en 1976 en la elección provincial de Quebec.
Lalonde sirvió como ministro de Justicia de 1978 hasta la derrota del gobierno Liberal en la elección de 1979. Cuándo los Liberales regresaron al poder en la elección de 1980, Lalonde fue designado ministro de Energía, Minas y Recursos e instituyó el Programa Nacional de Energía que fue muy criticado en Alberta. Desde 1982 hasta 1984, sirvió como ministro de Finanza, instituyendo un programa de controles de precio y sueldos informales en un esfuerzo para reducir la inflación.
Lalonde fue avalado por John Turner en 1984 en la Convención de Liderazgo de los Liberales y continuó como ministro de Finanza después de que Turner venció a  Trudeau para Primer ministro en 1984, pero no corrió en la elección de 1984.
En 1989,se convirtió en Agente del Orden de Canadá. En 2004 fue introducido a la Sala Médica canadiense de Fama.
En los 90 sirvió como un juez ad hoc en el Tribunal Internacional de Justicia, y también representó a Canadá en varias disputas de comercio. Fue un abogado practicante en la empresa de Stikeman Elliott LLP en Montreal hasta su jubilación en 2006.
Regresó a la arena política en 2005 cuando el Primer ministro Paul Martin lo nombró copresidente de la campaña electoral del Partido Liberal en Quebec para la 39.ª elección federal canadiense. Brigitte Legault, el presidente del Young Liberals de Canadá (Quebec), sirvió como el otro copresidente.
Lalonde apareció antes en el Comité de Ética de la Cámara de los Comunes de Canadá en noviembre de 2008 junto con su cliente Karlheinz Schreiber, quien fue cuestionado por su relación con el asunto de Airbus que implicaba al anterior primer ministro Brian Mulroney.

## Influencia en la medicina moderna
Desde la antigüedad han preocupado las causas, condiciones o circunstancias que determinan salud, lo que se conoce a partir de los años 70 como “determinantes”. Varios modelos han intentado explicar la producción o pérdida de salud y sus determinantes. Entre los modelos clásicos, toma especial relevancia el modelo holístico de Laframbroise (1973), desarrollado por Marc Lalonde (1974), ministro de sanidad canadiense, en el documento Nuevas Perspectivas de la Salud de los canadienses.
- Estilos de vida y conductas de salud (drogas, sedentarismo, alimentación, estrés, conducción peligrosa, mala utilización de los servicios sanitarios)
- Biología humana (constitución, carga genética, desarrollo y envejecimiento).
- Medio ambiente (contaminación física, química, biológica, psicosocial y sociocultural).
- Sistema de asistencia sanitaria (mala utilización de recursos, sucesos adversos producidos por la asistencia sanitaria, listas de espera excesivas, burocratización de la asistencia)

Lalonde en su informe, mostraba como los gastos federales se estaban enfocando en la asistencia sanitaria(90 % del gasto sanitario), cuando la mayoría de las muertes se ocasionaba por los factores restantes: estilos de vida (43 %), por la biología humana (27 %) y por el medio ambiente (19 %)
Esto generó en Canadá, y posteriormente a la mayoría de los sistemas de salud del mundo, de cambiar el enfoque de abordaje de la salud de uno puramente biológico a uno bio-psicosocial, y priorizar la promoción de la salud y la prevención primaria por sobre la prevención secundaria y terciaria.